# Gokujō!! Mecha Mote Iinchō
Gokujō!! Mecha Mote Iinchō (極上!!めちゃモテ委員長, Gokujō!! Mecha Mote Iinchō) est un shōjo manga de Tomoko Nishimura, prépublié entre 2006 et 2014 dans le magazine Ciao et compilé en 22 tomes par l'éditeur Shogakukan. 
Il est adapté en série d'animation produite par Shogakukan Music & Digital Entertainment et Synergy SP, diffusée au Japon entre avril 2009 et mars 2010 sur TV Tokyo, succédant à la série Kilari (Kirarin Revolution). Une seconde saison est diffusée entre avril 2010 et avril 2011 sous le nom Gokujō!! Mecha Mote Iinchō Second Collection (セカンドコレクション). 
La série a aussi été adaptée en jeu vidéo sur Nintendo DS et en jeu de cartes par Konami.

## Synopsis
La lycéenne Mimi Kitagami essaie d'être la meilleure présidente du conseil des étudiants de son lycée. Mais elle a sans cesse affaire à trois garçons turbulents, et tombe amoureuse de l'un d'eux.
Elle est belle, a du succès mais n'est pas quelqu'un qui s'en vante, au contraire, elle donne le meilleur de soi-même pour aider ses camarades de classe.
Elle aide surtout des filles pour les rendre belles, confrontées à des problèmes de soin de la peau, de poids, d'esthétique pour vêtements, d'amour, de confiance en soi, de priorité dans un rendez-vous…
On apprend dès l'épisode 2 qu'elle était auparavant une collégienne qui se battait tout le temps.
Le temps passe et l'histoire devient de plus en plus complexe entre nos deux tourtereaux.

## Manga

### Titres
La série est divisée en plusieurs arc narratifs, s'étalant chacun sur environ six mois de pré-publication dans le magazine Ciao. Pour chacun d'entre eux, le titre de la série est légèrement modifié par l'ajout d'un nouveau mot au début de l'intitulé. 
1. Gokujō!! Mecha Mote Iinchō (極上!!めちゃモテ委員長?) (Ciao : de janvier à juin 2006)
2. Motto Gokujō!! Mecha Mote Iinchō (もっと極上!!めちゃモテ委員長?) (Ciao : de juillet à novembre 2006)
3. Yappa Gokujō!! Mecha Mote Iinchō (やっぱ極上!!めちゃモテ委員長?) (Ciao : de janvier à juin 2007)
4. Datte Gokujō!! Mecha Mote Iinchō (だって極上!!めちゃモテ委員長?) (Ciao : de juillet 2007 à février 2008)
5. Gutto Gokujō!! Mecha Mote Iinchō (ぐっと極上!!めちゃモテ委員長?) (Ciao : d'avril à novembre 2008)
6. Gu-gutto Gokujō!! Mecha Mote Iinchō (ぐぐっと極上!!めちゃモテ委員長?) (Ciao : à partir de décembre 2008)

## Anime

### Production
L'héroïne de la série, Mimi Kitagami, est doublée par l'idole japonaise Mana Ogawa, chanteuse du groupe Canary Club au sein du Nice Girl Project! du producteur Tsunku. Dans la lignée du projet Tsukishima Kirari starring Kusumi Koharu (Morning Musume) pour la précédente série Kilari, Mana Ogawa incarne également son personnage de Mimi Kitagami en sortant sous son nom des disques qui servent de génériques à la série, d'abord avec le groupe MM Gakuen Gasshōbu créé pour l'occasion avec les autres membres du Nice Girl Project!, puis en tant que Kitagawa Mimi (CV Ogawa Mana) with MM Gakuen Gasshōbu. Ryo Oshima, Ryutaro Abe et Tomohiro Watanabe, les trois seiyū du trio de garçons, forment de leur côté le groupe MM3 pour interpréter certains thèmes de fin de la série. Tsunku, producteur de Mana Ogawa et auteur des chansons de la série, y est invité à doubler le personnage d'un professeur de musique. Risako Sugaya du groupe Berryz Kōbō incarne également un personnage de la série, Himuro Ibu, et enregistre un des génériques de fin de la série sous le nom Ibu Himuro (CV Sugaya Risako / Berryz Kōbō), titre qui figure en "double face A" du single Oshare My Dream de Kitagawa Mimi.

### Génériques
Thèmes d'ouverture
1. Saison 1, épisodes 01 à 27 : Mecha Mote I Love You (par MM Gakuen Gasshōbu)
2. Saison 1, épisodes 28 à 43 : Daisuki ni Nare! (par Kitagawa Mimi (CV Ogawa Mana) with MM Gakuen Gasshōbu)
3. Saison 1, épisodes 44 à 51 : Genki ni Nare! (par Kitagawa Mimi (CV Ogawa Mana) with MM Gakuen Gasshōbu)
4. Saison 2, épisodes 52 à 78 : Kimi ga Shuyaku Sa! (par Kitagawa Mimi (CV Ogawa Mana) with MM Gakuen Gasshōbu)
5. Saison 2, épisodes 79 à 101 : Oshare My Dream (par Kitagawa Mimi (CV Ogawa Mana) with MM Gakuen Gasshōbu)

Thèmes de fin
1. Saison 1, épisodes 01 à 13 : Kirei ni Naritai (par MM Gakuen Gasshobu)
2. Saison 1, épisodes 14 à 27 : Mecha Mote! Summer (par MM Gakuen Gasshōbu)
3. Saison 1, épisodes 28 à 39 : Kokoro Kimi ni Todoke (par MM3)
4. Saison 1, épisodes 40 à 43 : Genki ni Nare! (par Kitagawa Mimi (CV Ogawa Mana) with MM Gakuen Gasshōbu)
5. Saison 1, épisodes 44 à 51 : Mote Recchi Song (par Kitagawa Mimi (CV Ogawa Mana) with MM Gakuen Gasshōbu)
6. Saison 2, épisodes 52 à 63 : Kono Te no Naka ni (par MM3)
7. Saison 2, épisodes 64 à 78 : Mecha Mote Tai! (par Kitagawa Mimi (CV Ogawa Mana) with MM Gakuen Gasshōbu)
8. Saison 2, épisodes 79 à 101 :  Elegant Girl (par Ibu Himuro (CV Sugaya Risako / Berryz Kōbō))